# Smålands försvarsområde
Smålands försvarsområde (Fo 17) var ett svenskt försvarsområde inom svenska armén som verkade i olika former åren 1942–2000. Försvarsområdesstaben var förlagd i Eksjö garnison i Eksjö.

## Historik
Smålands försvarsområde bildades den 1 oktober 1942 som Jönköpings försvarsområde och var direkt underställd militärbefälhavaren för I. militärområdet. Den 1 juli 1943 fick Jönköpings försvarsområde gemensam stab och försvarsområdesbefälhavare med Växjö försvarsområde (Fo 16). Den 31 december 1946 upplösts och avvecklades försvarsområdet som egen myndighet och uppgick den 1 januari 1947 i Växjö försvarsområde (Fo 16). Vid samma tid fick även Växjö försvarsområde gemensam stab och försvarsområdesbefälhavare med Kalmar försvarsområde (Fo 18), vilket i praktiken innebar en försvarsområdesbefälhavare för de tre länen i Småland.
I samband med OLLI-reformen, vilken genomfördes inom försvaret åren 1973–1975, föreslogs att Kalmar försvarsområde/Växjö försvarsområde (Fo 18/16) med stab i Kalmar skulle delas i tre självständiga försvarsområden, Kronobergs försvarsområde (Fo 16), Jönköpings försvarsområde (Fo 17) och Kalmar försvarsområde (Fo 18). Dock kom staben för Kalmar försvarsområde fortsatt bli gemensam med staben för Växjö försvarsområde. Dessa två försvarsområdesstaber sammanslogs med Kronobergs regemente, medan Jönköpings försvarsområde sammanslogs och blev en del av Norra Smålands regemente, vilket från den 1 juli 1974 bildade försvarsområdesregementet I 12/Fo 17. Detta medförde att Norra Smålands regemente blev ett A-förband (försvarsområdesregemente) och Göta ingenjörregemente som ingick i Jönköpings försvarsområde kom att bli ett B-förband (utbildningsregemente). A-förbanden var regementen som tillfördes ansvaret för ett försvarsområde, och med det blev ett försvarsområdesregemente. Försvarsområdesregementet tillfördes samtidigt mobiliserings- och materialansvaret inom försvarsområdet.
Inför försvarsbeslutet 1996 föreslogs en ny försvarsområdesindelningen, vilket innebar att fyra försvarsområdesstaber inom Södra militärområdet (Milo S) skulle avvecklas senast den 31 december 1997. De fyra staber som föreslogs för avveckling återfanns i Borås, Kalmar, Växjö och Ystad. Gällande staberna i Växjö och Kalmar föreslogs de tillsammans med staben i Eksjö att bilda ett gemensamt försvarsområde.
Den 31 december 1997 upplösts och avvecklades Kalmar- och Kronobergs försvarsområden och uppgick den 1 januari 1998 i Jönköpings försvarsområde (Fo 17) som samtidigt antog namnet Smålands försvarsområde (Fo 17), det i syfte för att tydliggöra att det omfattade de samtliga tre länen inom landskapet Småland. Något som även kan ses i linje med den länsreform som gjordes i Sverige 1997 och 1998, då det även fanns förslag om att bilda Smålands län. Som stöd till hemvärn och frivilligverksamheten inom före detta Kalmar- och Kronobergs försvarsområden bildades försvarsområdesgrupperna Kalmargruppen och Kronobergsgruppen.
Inför försvarsbeslutet 2000 föreslog regeringen i sin propositionen för riksdagen, att den taktiska nivån bör reduceras genom att fördelnings- och försvarsområdesstaber samt marinkommandon och flygkommandon skulle avvecklas. Detta för att utforma ett armétaktiskt, marintaktiskt respektive flygtaktiskt kommando vilka skulle samlokaliseras med operationsledningen. Förslaget innebar att samtliga försvarsområdesstaber skulle avvecklas, vilket inkluderade Smålands försvarsområde.

## Förläggningar och övningsplatser
Försvarsområdesstaben förlades den 1 oktober 1942 till Smålands artilleriregemente (A 6) i Jönköpings garnison. Staben omlokaliserades redan året därpå den 1 juli 1943 till Växjö garnison, där den fick gemensam stab med Kronobergs försvarsområde (Fo 16). När försvarområdesstaben återigen bildades den 1 juli 1974, förlades den till Eksjö garnison, där den samlokaliserades med Norra Smålands regemente och var så fram till att den avvecklades.

## Förbandschefer
Förbandschefen titulerades försvarsområdesbefälhavare och fick i samband med OLLI-reformen tjänstegraden överste 1. graden.

- 1942–1943: ???
- 1943–1946: Överste Börje Gustaf Wickbom
- 1974–1976: Överste 1. graden Nils-Fredric Hægerström
- 1976–1978: Överste 1. graden Stig Sjögren
- 1978–1984: Överste 1. graden Lars Anders Andersson
- 1984–1987: Överste 1. graden Sven-Erik Nilsson
- 1987–1991: Överste 1. graden Torbjörn Tillman
- 1991–1991: Överste 1. graden Karl Olof Eklöf
- 1992–1999: Överste 1. graden Wilhelm af Donner
- 1999–2000: Överste 1. graden Thore Bäckman

## Namn, beteckning och förläggning
| Jönköpings försvarsområde | 1942-10-01 | – | 1946-12-31 |
| Jönköpings försvarsområde | 1974-07-01 | – | 1997-12-31 |
| Smålands försvarsområde   | 1998-01-01 | – | 2000-06-30 |

| Fo 17 | 1942-10-01 | – | 1946-12-31 |
| Fo 17 | 1974-07-01 | – | 2000-06-30 |

| Jönköpings garnison (F) | 1942-10-01 | – | 1943-06-30 |
| Växjö garnison (F)      | 1943-07-01 | – | 1946-12-31 |
| Eksjö garnison (F)      | 1974-07-01 | – | 2000-06-30 |